# Deng
Deng was een Belgisch maandblad dat vanaf april 2003 tot januari 2006 uitgegeven werd in Antwerpen, met Danny Ilegems als verantwoordelijke uitgever.

## Het blad
Deng kwam voort uit het blad MaoMagazine, dat vóór 2003 failliet was gegaan. Een groot deel van de redactie en sponsors waren dezelfde. Het verschil met MaoMagazine was echter dat Deng niet gratis verdeeld werd, maar in iedere dagbladhandel verkrijgbaar was. Deng was genoemd naar de Chinese dictator Deng Xiaoping, die de opvolger was van Mao Zedong.
Meerdere Deng-redacteurs, zoals Patrick De Witte en Danny Ilegems hadden eerder voor Humo gewerkt. Deng bood plaats aan critici van het kapitalisme, de vrije markt en het buitenlands beleid van Westerse grootmachten, zoals Noam Chomsky en Adam Porter, en aan controversiële kunstenaars zoals Anselm Kiefer en David Cerny.

## Rubrieken
- Amélie O.: een verzameling van deze columns werd in 2004 uitgegeven als Zaad op mijn huid.
- (PDW):  geestige kijk op de wereld door Patrick De Witte.
- Nacht & Ontij: de vaste column van Annelies Verbeke
- The Deng Herald: katern met allerlei ludieke nonsens.
- Filter: cultureel katern.

## Geschiedenis van het blad
Deng kreeg met het artikel rond staatssecretaris Anissa Temsamani dat in hun zesde nummer verscheen (oktober 2003) nationale bekendheid. Ze legden toen bloot dat Temsamani gelogen had over haar diploma, waarna de politica besloot af te treden. Ook nummer 31 (januari  2006) zorgde voor veel ophef met het artikel 'Hoe Miss België 2006 haar titel kocht'.
In nummer 17 (september 2004) werden verscheidene onfrisse praktijken achter het advocatenteam van Saddam Hoessein blootgelegd, wat het Belgische lid van dat team deed besluiten terug te treden.

## Faillissement
Na nummer 31 (januari 2006) werd de publicatie van Deng stopgezet door de hoofdaandeelhouder omdat het blad te traag groeide. Veel ex-medewerkers kwamen opnieuw bij Humo terecht, dat datzelfde jaar een nieuwe rubriek introduceerde, Het Gat van de Wereld, die sterke gelijkenissen vertoont met de soortgelijke satirische rubriek De Deng Herald in het blad Deng.